# 欧迪
欧迪（英語：Odie）是吉姆·戴维斯的漫画《加菲猫》中的卡通狗。牠也出现在了三部以加菲猫為主题的卡通电影当中。

## 角色簡介
欧迪是一只心肠很好的比格犬，有黄色身子，灰色耳朵。欧迪的经典形象是拖着红色的大舌头去舔它的主人和伙伴们。在1997年以后，牠开始像加菲猫一样直立行走。牠也从此不再被描绘成一隻小狗，尽管它事实上似乎一直像是长不大。
欧迪是加菲猫的最好朋友，但同时经常成为加菲猫欺负的对象。
虽然剧中几乎都是笨笨的表现，但有一回漫画是只有欧迪在家时，他穿着大衣观看文学名著《战争与和平》并收听莫扎特的古典音乐，而且他也曾把乔恩和加菲关在车外淋雨独自享受大餐，这些行为都暗示其智商可能远超过平时给人的印象。